# بويطيخ برينغلي
| النطاق = حقيقيات النوى
| المملكة = نباتات
| subregnum = نباتات جنينية
| unranked_divisio = نباتات وعائية
| الشعبة = حقيقيات الأوراق
| الشعيبة = البذريات
| unranked_infraphylum = كاسيات البذور
| unranked_superclassis = ثنائيات الفلقة
| الطائفة = الوردانية
| unranked_subclassis = الوردانيات
| unranked_superordo = الوردونات
| الرتبة = القرعيات
| الفصيلة = القرعية
| الأسرة = القرعاوات
| القبيلة = البويطيخاوية
| الجنس = البويطيخ
| النوع = بويطيخ برينغلي
| الاسم العلمي = Melothria pringlei
| واضع الاسم = (سيرينو واطسون) كارل فريدريش فيليب فون مرتيوسCrov.
| عام وضع الاسم = 1955
| ماهية التقسيم = 
| التقسيم = 
| خريطة الانتشار = 
| عرض خريطة الانتشار = 
| تعليق خريطة الانتشار = 
}}
بويطيخ برينغلي (الاسم العلمي: Melothria pringlei) هو نوع من النباتات يتبع جنس البويطيخ من الفصيلة القرعية.